# Julie oder Die neue Heloise

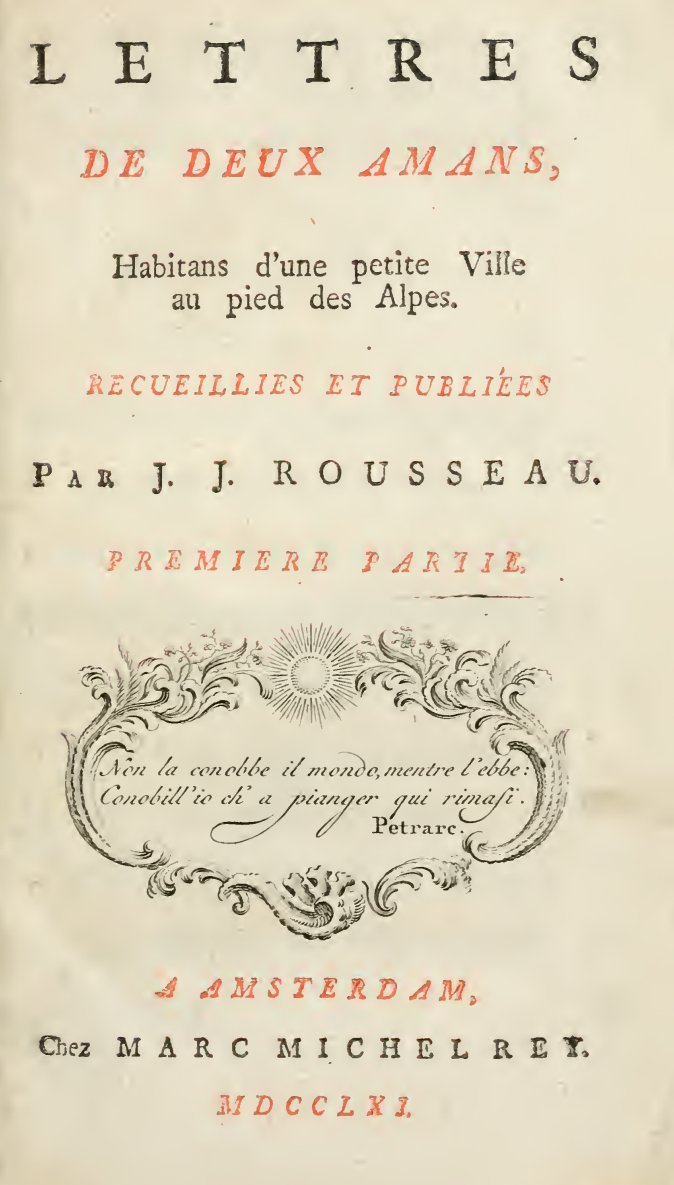
Zweite Titelseite der Erstausgabe

Julie oder Die neue Heloise (französisch: Julie ou la Nouvelle Héloïse) ist ein Briefroman von Jean-Jacques Rousseau, der erstmals 1761 im Verlag von Marc-Michel Rey in Amsterdam erschien. Der Roman war einer der größten belletristischen Bucherfolge des 18. Jahrhunderts und erlebte bis zu dessen Ende mindestens 70 Auflagen.

## Titel
Der ursprüngliche Arbeitstitel Rousseaus für das Buch lautete schlicht Julie, wozu er später den Nachsatz ou la Nouvelle Héloïse hinzufügte, der auf die Liebes- und Leidensgeschichte von Heloisa und Peter Abaelard anspielt. Rousseau entschied sich, auf einer separaten Titelseite noch einen zweiten Titel, Briefe zweier Liebender aus einer kleinen Stadt am Fuße der Alpen, abzudrucken.

## Handlung

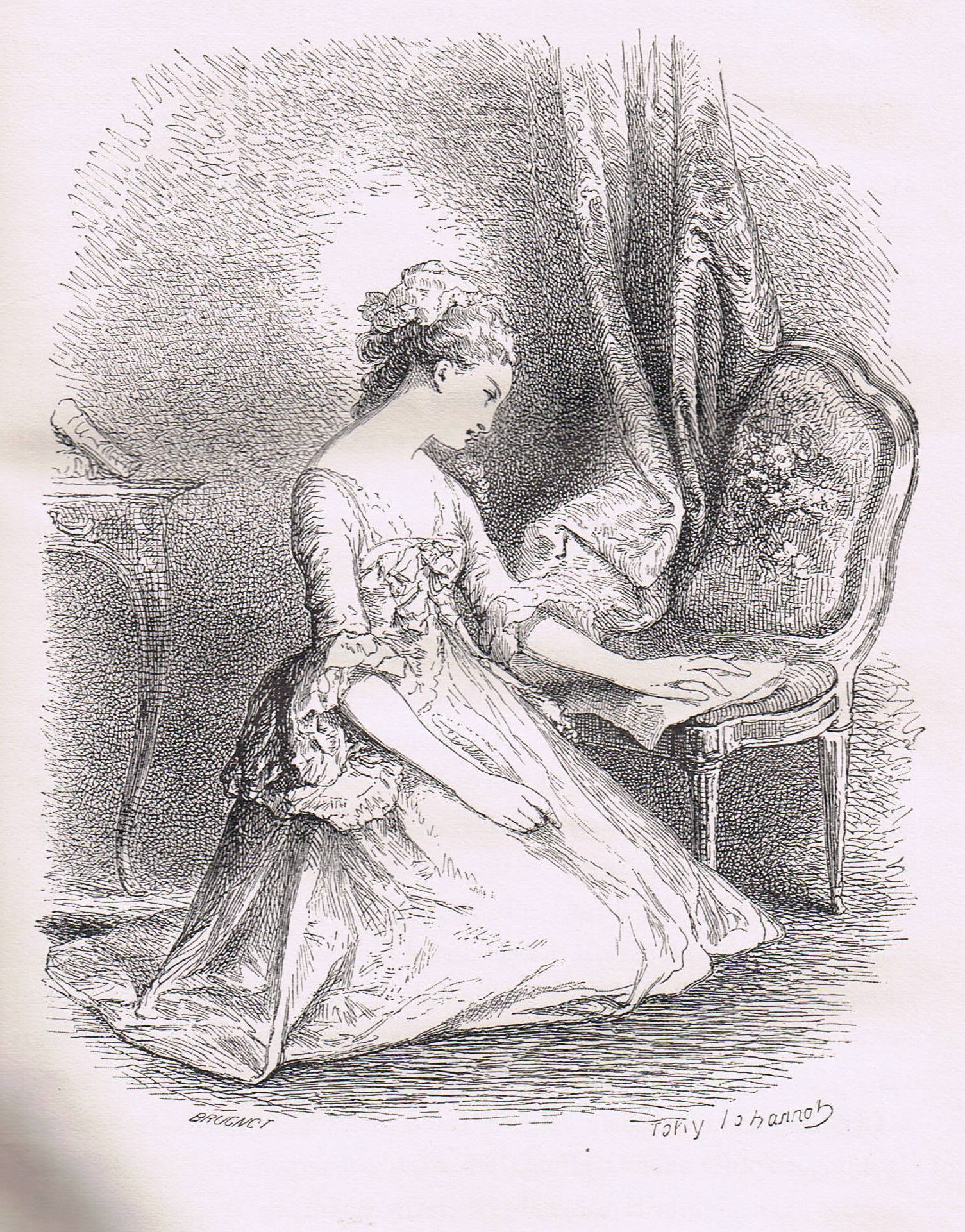
Julie d’Étanges liest einen Brief von Saint-Preux. Zeichnung: Tony Johannot, Stich: Brugnot.

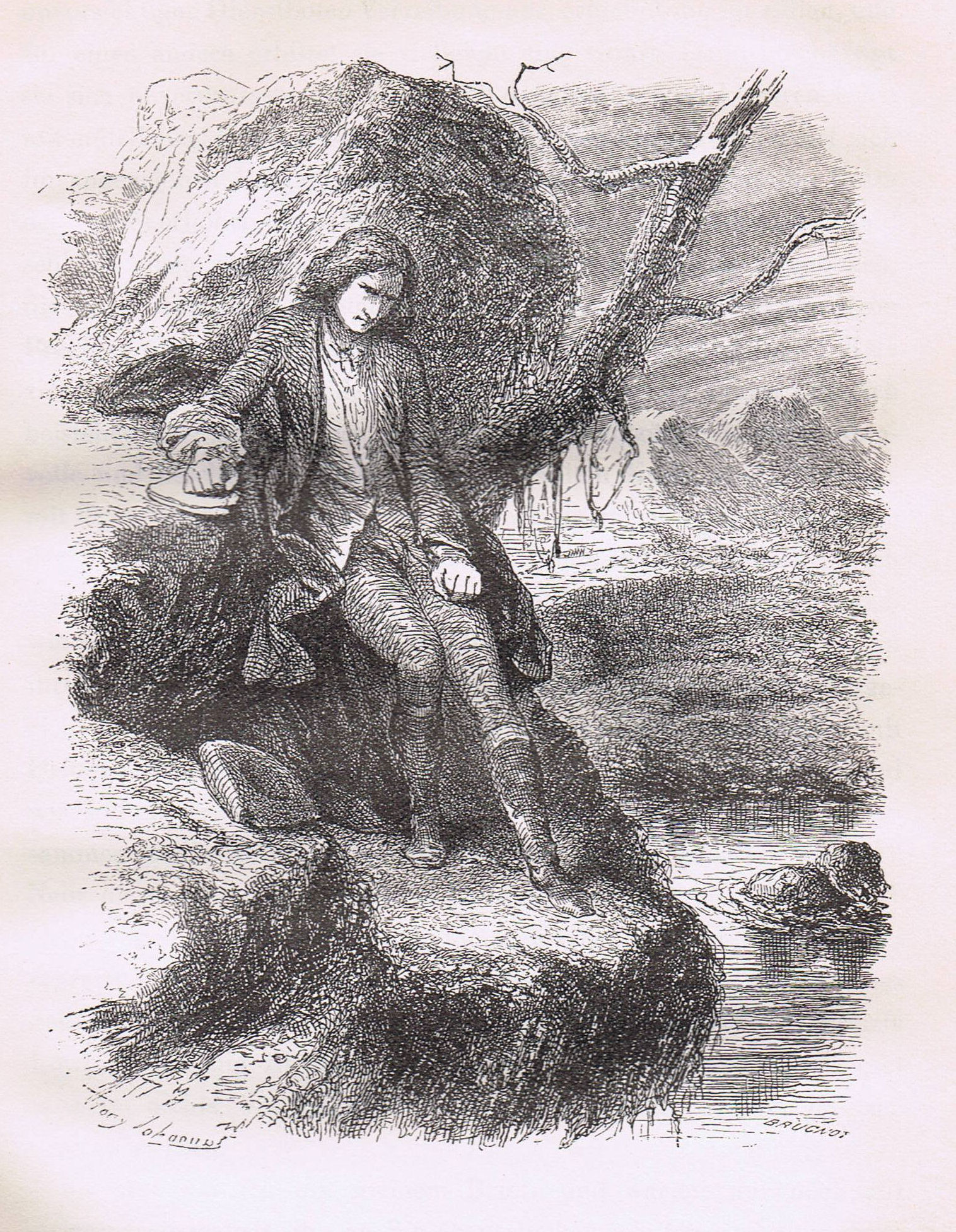
Saint-Preux grübelt seiner Liebe nach.

Wie einst Abaelard sich als Hauslehrer Heloisas in diese verliebte, so verliebt sich der junge bürgerliche Hauslehrer Saint-Preux in Julie d’Étanges, ein Mädchen aus adliger Familie in der Schweiz. Er gesteht ihr brieflich seine Liebe, sie schreibt ihm auf eine Weise, dass er merkt: Sie erwidert sie. Mit Hilfe der Cousine Julies kommt es zu mehreren zärtlichen Zusammentreffen. Julie hofft schwanger zu sein und damit die Ehe erzwingen zu können, verliert das Kind aber durch einen Sturz. Der Vater Julies ist empört, als er annehmen muss, dass der nicht standesgemäße Saint-Preux seine Tochter heiraten will. Saint-Preux muss sich von der in Vevey lebenden Julie trennen und geht nach Paris. Die Liebenden setzen ihren Briefwechsel fort, der von der Mutter entdeckt wird. Als die Mutter kurz darauf stirbt, ist Julie so von Reue erfüllt, dass sie in die Ehe mit einem Herrn von Wolmar einwilligt, dem ihr Vater sein Leben verdankt. Zurückkehrend von der Weltumsegelung mit Admiral Anson, findet Saint-Preux die Geliebte als Gattin und Mutter vor. Die Liebe ist zwar nicht erloschen, ist aber jetzt zur Gefahr der sittlichen Ordnung geworden. Als eines der Kinder ins Wasser fällt und zu ertrinken droht, springt Julie ihm nach, rettet es – stirbt aber an dem hitzigen Fieber, das die Unterkühlung bei ihr ausgelöst hat. Ihr letzter Brief erreicht Saint-Preux, als sie bereits tot ist.

## Thema

Saint-Preux nimmt Abschied von Julie.

Rousseau stellt das natürliche Empfinden den Anforderungen der Gesellschaft gegenüber, die sogar in der Schweiz, wo der Adel scheinbar abgeschafft ist, aber in patrizischer Form weiterbesteht, am Standesvorurteil festhält. Das Buch ist ein flammendes Plädoyer für die Liebesehe und gegen den Standesdünkel des Adels, für die Absolutheit und Authentizität des subjektiven Gefühls. Zugleich ist es belletristisch verkleideter Kreuzungspunkt aller ihn beschäftigenden Themen: vom Primat der italienischen Musik über die französische, von der richtigen selbstgenügsamen Wirtschaftsführung am Beispiel eines kleinen Schweizer Weinguts, von der korrekten Erziehung, von der Entmischung der Geschlechter, vom richtigen Glauben an Gott, von der Legitimität des Selbstmords, von einer ausschließlich am Gemeinwohl und an der Tugend orientierten Moral und Politik.

## Besonderheiten
Die römisch-katholische Kirche setzte das Buch 1806 auf ihren Index librorum prohibitorum.

## Wirkungsgeschichte
Die bedeutendsten Vorläufer des Buchs dürften Samuel Richardsons Briefromane Pamela und Clarissa sein. Robert Darnton vermutet, dass Die neue Heloise „vielleicht der größte Bestseller des Jahrhunderts war“. Ihr Erfolg war so immens, dass die Buchhändler, weil die Neuauflagen nicht nachkamen, dazu übergingen, das Buch tage-, ja, sogar stundenweise auszuleihen. Viele Leser konnten nicht glauben, dass es sich um eine Fiktion handelte und schrieben an Rousseau, um mehr über die Protagonisten zu erfahren. Rousseaus Naturschilderungen in Verbindung mit zärtlicher Liebe fanden in Goethes Werther nur dreizehn Jahre später einen würdigen Nachfolger. Die Fulminanz, mit der Rousseau hier das Standesvorurteil angreift, hat möglicherweise mehr für die Französische Revolution getan als sein Contrat social. Die durch den Roman ausgelöste Mode, in der Schweiz zu wandern und Erholung zu suchen, schlug sich nicht nur in Goethes Schweizreise, sondern Jahrzehnte später noch in einem Trivialroman wie Claurens Mimili nieder.

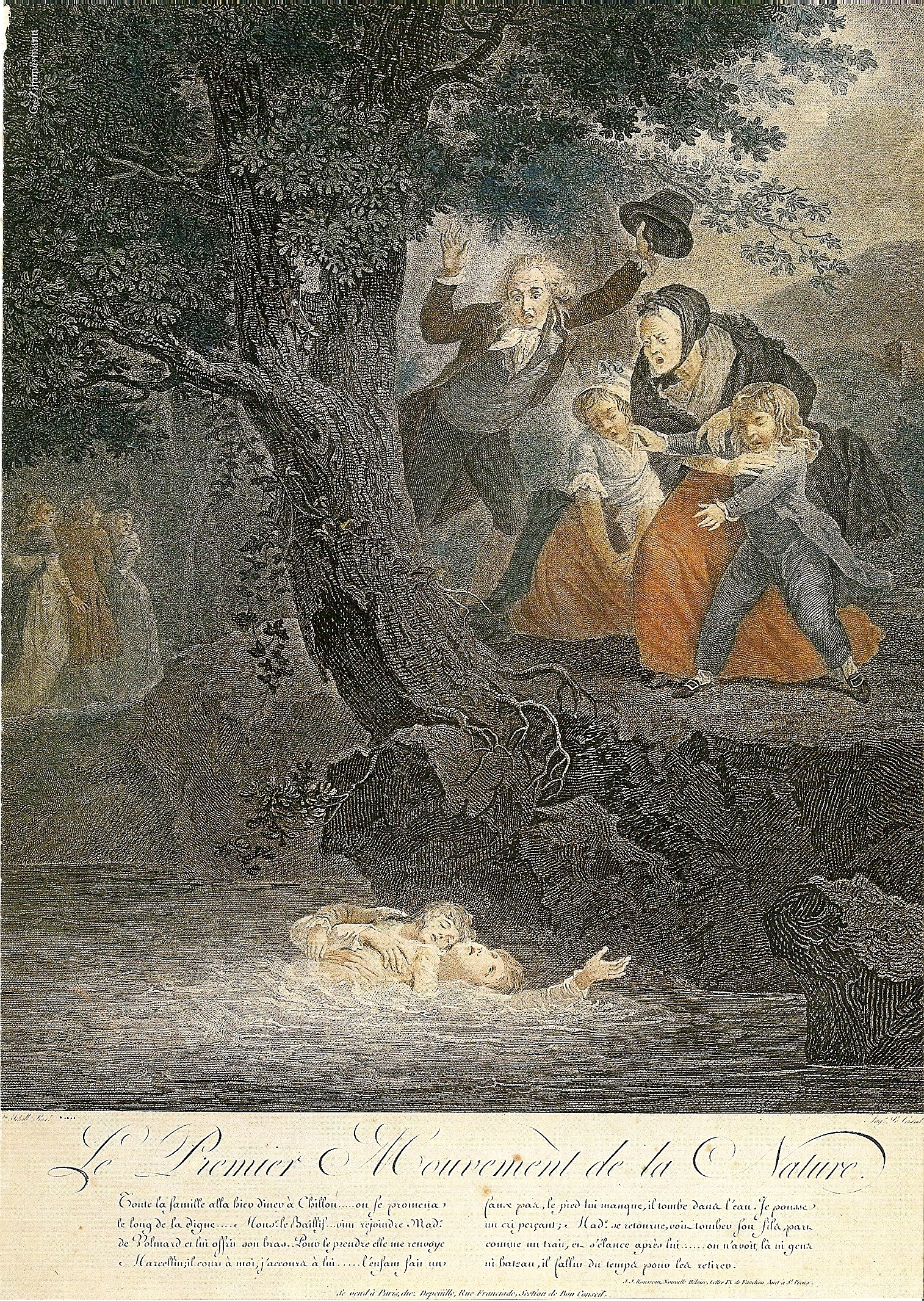
Julie rettet ihren ins Wasser gestürzten Sohn Marcellin – Ursache eines Fiebers, an dem sie bald darauf stirbt. 6. Teil, 9. Brief Fanchon an Saint Preux

## Kritik
- Die „Nouvelle Héloise“ ist uns heute als Gesamtwerk ferner gerückt; wir können die Kraft, mit der sie das Jahrhundert Rousseaus ergriff und erschütterte, nicht mehr unmittelbar nachfühlen. Ihre rein künstlerischen Schwächen liegen für uns deutlich zutage. Immer wieder wird in ihr die reine Darstellung und der unmittelbare Gefühlsausdruck hintangehalten durch die lehrhafte Tendenz, unter der das Werk von Anfang an steht. Diese Tendenz wird zuletzt so stark, dass sie das Kunstwerk völlig erdrückt; der zweite Teil des Romans trägt ein fast ausschließlich moralisch-didaktisches Gepräge. Und schon im ersten Teil ist die Spannung zwischen den beiden Grundmotiven, aus denen das Werk erwachsen ist, unverkennbar. Mitten in der glühendsten und wahrhaftesten Schilderung der Leidenschaft wird der Ton abstrakter Lehrhaftigkeit vernehmbar (…) Und doch vermag dies alles die elementare Gewalt des neuen Gefühls, das sich hier Bahn bricht, nicht zu hemmen. In einzelnen Bildern und Szenen des Romans – wie in jener Abschiedsszene, da St. Preux, gezwungen, die Geliebte zu verlassen und von dem Vorgefühl der ewigen Trennung ergriffen, an den Stufen der Treppe, die er eben herabgeschritten ist, niedersinkt und unter strömenden Tränen den kalten Stein mit seinen Küssen bedeckt – spürt man unmittelbar den Atem einer neuen Zeit. Hier ersteht eine neue Gestalt der Dichtung: hier steigt Goethes Werther vor uns auf. Ernst Cassirer: Das Problem Jean Jacques Rousseau (1932)

## Deutschsprachige Ausgaben
- Julie oder Die neue Heloise. Briefe zweier Liebender aus einer kleinen Stadt am Fuße der Alpen. Übersetzt von J. G. Gellius u. a., Leipzig 1761 (verbesserte Neuauflage 1776).
- (Verfasser-Vornamen germanisiert) Frankfurt 1802.
- Julie oder die neue Heloise. Briefe zweyer Liebenden aus einer kleinen Stadt am Fuße der Alpen. Übers. J. P. Le Pique – Erster Theil, Geroldsche, Frankfurt 1810[1].
- Die Neue Heloise. Julie. Deutsch von Gustav Julius. Otto Wigand, Leipzig 1843 (1859. Beide Teile in 1 Band)[2]. (3. Aufl. 1877)
- Julie oder Die neue Heloise in Briefen zweier Liebenden. Übers. Hermann Denhardt. Band 1. Reclam, Leipzig 1880 u. ö. Reclams Universalbibliothek 1361[3]; Band 2, ca. 1890[4]
- Julie oder Die neue Heloise in 2 Bänden. Reclam, Leipzig 1910[5]
- Die neue Heloise, Hg. Curt Moreck, Gustav Kiepenheuer, Potsdam 1920[6]; Pantheon, Berlin 1920[7]; wieder Kiepenheuer, Leipzig 1980[8]
- Julie oder Die neue Heloise. Briefe zweier Liebenden aus einer kleinen Stadt am Fuße der Alpen. Illustriert mit Holzschnitten nach Tony Johannot / E. Wattier[9] / E. Lepoitevin u. a. Nach der Übersetzung von Th. Hell. Im Propyläen-Verlag / Berlin o. J. [1922] (zwei Bände; Einband und Druckanordnung von Hugo Steiner-Prag)[10]
- Julie oder Die neue Heloise. Auf der Grundlage der Übersetzung von 1776. Reihe: Winkler Weltliteratur-Dünndruck. Artemis & Winkler, München 1978; wieder dtv 2191, München 1988 ISBN 3423021918; wieder Winkler, 2003 ISBN 3538052816[11]
- Julie oder Die neue Heloise. Zusammenfassung durch Felix Braun. Weltbild Verlag, Augsburg 2005. Reihe: Meisterwerke der Weltliteratur, o. Nr.; ISBN 3828979254[12]

## Notizen
1. ↑  Name des Verfasser zu „Johann Jacob Rousseau“ germanisiert
2. ↑  Online, Scan
3. ↑  533 S. – Diese Ausgabe ist ungekürzt
4. ↑  495 S.
5. ↑  In einer fünfbändigen Werkauswahl
6. ↑  1920 in einer sog. Luxusausgabe. 386 Seiten. Auffällig ist der Fortfall des Haupttitels „Julie“. Hinweis im Buch: „Diese Zusammenfassung besorgte Felix Braun nach einer revidierten zeitgenössischen Übertragung“; 3 S. Nachwort Brauns. Bilder nach Kupfern von Moreau le Jeune. Die Eingriffe Brauns sind erheblich, sowohl im Umfang (etwa zwei Fünftel entfallen) als auch in der Tendenz. Er schreibt dazu im Nachwort: … ist nach poetischen Gesichtspunkten revidiert worden. Die Absicht des Hg. war, den reinen Liebesroman aus all dem Überwuchertwerden von Philosophie, Zeitkritik, Moral-, Religion-, Kunstbetrachtung, Pädagogik, Genremalerei, Abschweifungen jeder Art, herauszuheben, nur die Geschichte der Liebenden dem Leser darzustellen. Dabei musste … auch qualitativ verändert, d. h. das Pathos, das Sentiment, die Theatralik gemindert oder weggelassen werden. Diese Sinnentstellungen haben für die Rezeption im deutschen Sprachraum eine erhebliche Bedeutung, da die meisten Reprints, vor allem die in hohen Auflagen, bis heute auf Brauns Fassung beruhen. Jede ernsthafte Beschäftigung muss dagegen auf die ungekürzten Fassungen zurückgreifen, also entweder die ganz frühen, noch in Frakturschrift, die nachfolgend genannte Hellsche Ausgabe oder die Dünndruckausgaben der 1980er Jahre
7. ↑  Mit Illustrationen nach Kupfern von Chodowiecki und Gravelot. 596 Seiten in 2 Bänden. „Neudruck unter teilweiser Benutzung der deutschen Ausgabe von 1761“
8. ↑  textidentisch mit Kiepenheuer 1920, 386 S. Ill. wie 1920.
9. ↑  Charles Emile Wattier (1800–1868).
10. ↑  Neudruck „unter teilweiser Benutzung der deutschen Ausgabe von 1761“. Vollständig. Undatiert, die Jahresangaben schwanken zwischen 1920 und 1925. Versch. Einbände
11. ↑  911 Seiten. Mit 792 Anmerkungen (S. 833–871) und Nachwort (S. 800–827) von Reinhold Wolff. Das Nachwort ist ein ausführlicher Essay zu Entstehung und Interpretation des Buches. Vollständiger Text der ersten deutschen Übertragung von Johann Gottfried Gellius, mit zwölf Kupferstichen zur Erstausgabe von Gottlieb Leberecht Crusius nach Hubert-François Gravelot. Bearbeitet und ergänzt nach der Edition Rey, Amsterdam 1761. Mit einer Zeittafel von Dietrich Leube. Auch bei: Deutscher Bücherbund, Stuttgart o. J. (1980)
12. ↑  Nachwort von Braun (wie Kiepenheuer 1920): S. 439–447. Vermerk: „Die Zusammenfassung des Werkes nach einer revidierten zeitgenössischen Übertragung besorgte Felix Braun. Die Übersetzung wurde behutsam modernisiert“. Die ISBN gehört zu einer ganzen Buchreihe von fünfzig Autoren.

Abhandlungen:
Abhandlung über die Wissenschaften und die Künste |
Abhandlung über Ursprünge und Grundlagen der Ungleichheit unter den Menschen |
Abhandlung über die Politische Ökonomie |
Vom Gesellschaftsvertrag oder Prinzipien des Staatsrechtes |
Brief an d’Alembert über das Schauspiel 
Oper:
Le devin du village |
Roman:
Julie oder Die neue Heloise |
Émile oder Über die Erziehung |
Autobiographie:
Die Bekenntnisse |
Rousseau richtet über Jean-Jacques |
Träumereien eines einsamen Spaziergängers